# Livezi (okręg Harghita)
Livezi – wieś w Rumunii, w okręgu Harghita, w gminie Mihăileni. W 2011 roku liczyła 520 mieszkańców.